# Buck Sanders
Buck Sanders é um compositor norte-americano. Como reconhecimento, foi nomeado ao Oscar 2010 na categoria de Melhor Trilha Sonora por The Hurt Locker.